# Lansing (Ohio)
Lansing es un lugar designado por el censo ubicado en el condado de Belmont en el estado estadounidense de Ohio. En el Censo de 2010 tenía una población de 634 habitantes y una densidad poblacional de 861,93 personas por km².

## Geografía
Lansing se encuentra ubicado en las coordenadas 40°4′33″N 80°47′32″O / 40.07583, -80.79222. Según la Oficina del Censo de los Estados Unidos, Lansing tiene una superficie total de 0.74 km², de la cual 0.73 km² corresponden a tierra firme y (1.06%) 0.01 km² es agua.

## Demografía
Según el censo de 2010, había 634 personas residiendo en Lansing. La densidad de población era de 861,93 hab./km². De los 634 habitantes, Lansing estaba compuesto por el 96.85% blancos, el 0.79% eran afroamericanos, el 0% eran amerindios, el 0.32% eran asiáticos, el 0% eran isleños del Pacífico, el 0% eran de otras razas y el 2.05% pertenecían a dos o más razas. Del total de la población el 1.42% eran hispanos o latinos de cualquier raza.